# Фрекецей (Вранча)
Фрекецей (рум. Frecăței) — село у повіті Вранча в Румунії. Входить до складу комуни Мовіліца.
Село розташоване на відстані 186 км на північний схід від Бухареста, 30 км на північ від Фокшан, 138 км на південь від Ясс, 94 км на північний захід від Галаца, 119 км на схід від Брашова.

## Населення
За даними перепису населення 2002 року у селі проживали 219 осіб, усі — румуни. Усі жителі села рідною мовою назвали румунську.